# 拉德莫克拉西亞 (埃斯昆特拉省)

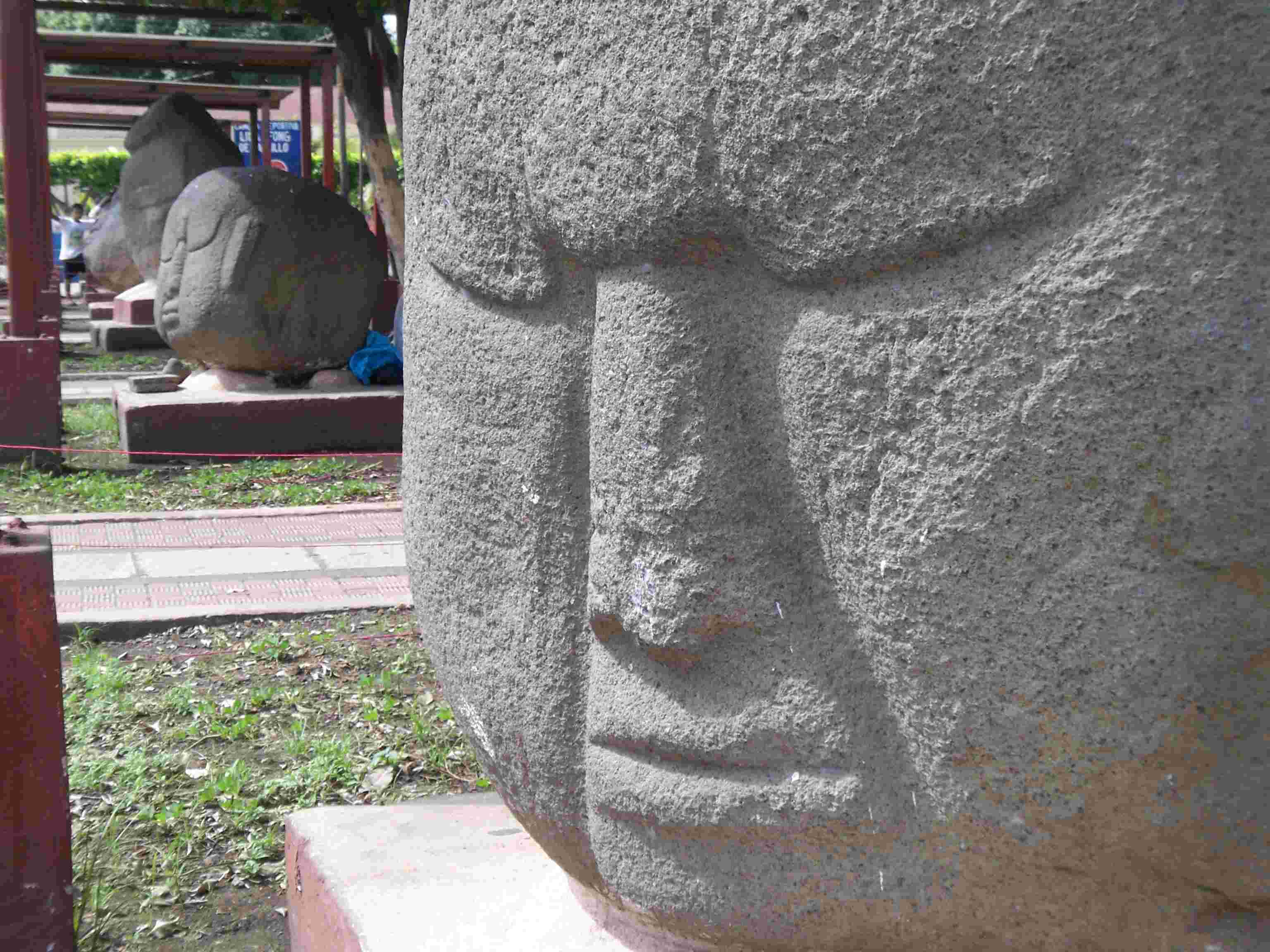

14°13′51″N 90°56′50″W / 14.2308°N 90.9472°W
拉德莫克拉西亞（西班牙語：La Democracia），是危地馬拉的城鎮，位於該國南部，由埃斯昆特拉省負責管轄，面積320平方公里，海拔高度159米，2002年人口18,363，人口密度每平方公里57.38人。